# Magyar Szárazföldi Haderő
Le Forze terrestri ungheresi (in ungherese: Magyar Szárazföldi Haderő) sono il ramo terrestre delle forze di difesa ungheresi (Magyar Honvédség) e sono responsabili delle attività di terra. Le forze di terra ungheresi hanno prestato servizio in Iraq e Afghanistan, e sono attualmente in servizio in Kosovo nella missione KFOR.
Le precedenti forze di terra ungheresi includevano il Regio esercito ungherese, l'Esercito reale ungherese e le componenti delle forze di terra dell'Esercito popolare ungherese. L'Ungheria è stata sostenuta dall'Unione Sovietica durante la Guerra Fredda ed era un membro del Patto di Varsavia. Dalla caduta dell'Unione Sovietica nel 1991, l'Ungheria ha ridotto il numero di carri armati e truppe e ha chiuso diverse guarnigioni. L'esercito ungherese si occupa ora della sicurezza nazionale, del mantenimento della pace e dei conflitti internazionali. L'Ungheria è entrata a far parte della NATO nel 1999.

## Equipaggiamento

### Armi individuali
| Modello                  | Immagine | Tipo                           | Calibro                                       | Origine          | Note                              |
| Pistole                  | Pistole  | Pistole                        | Pistole                                       | Pistole          | Pistole                           |
| ------------------------ | -------- | ------------------------------ | --------------------------------------------- | ---------------- | --------------------------------- |
| CZ P-07 CZ P-09          |          | Pistola semiautomatica         | 9 × 19 mm Parabellum                          | Rep. Ceca        | Prodotte localmente su licenza.   |
| Glock 17                 |          | Pistola semiautomatica         | 9 × 19 mm Parabellum                          | Austria          | [ 2 ]                             |
| Pistole mitragliatrici   |          |                                |                                               |                  |                                   |
| Heckler & Koch MP5A3     |          | Pistola mitragliatrice         | 9 × 19 mm Parabellum                          | Germania         | In servizio nelle forze speciali. |
| CZ Scorpion Evo 3        |          | Pistola mitragliatrice         | 9 × 19 mm Parabellum                          | Rep. Ceca        | Prodotte localmente su licenza.   |
| Fucili a canna liscia    |          |                                |                                               |                  |                                   |
| Remington 870            |          | Fucile a pompa                 | Calibro 12                                    | Stati Uniti      | In servizio nelle forze speciali. |
| Fucili d'assalto         |          |                                |                                               |                  |                                   |
| AK-63                    |          | Fucile d'assalto               | 7,62 × 39 mm                                  | Ungheria         | 7 700 ammodernati a AK-63MA.      |
| CZ BREN 2                |          | Fucile d'assalto               | 5,56 × 45 mm NATO                             | Rep. Ceca        | Prodotte localmente su licenza.   |
| M4A1                     |          | Fucile d'assalto               | 5,56 × 45 mm NATO                             | Stati Uniti      | In servizio nelle forze speciali. |
| Mitragliatrici           |          |                                |                                               |                  |                                   |
| M249 LMG                 |          | Mitragliatrice leggera         | 5,56 × 45 mm NATO                             | Stati Uniti      | In servizio nelle forze speciali. |
| PKM                      |          | Mitragliatrice ad uso generale | 7,62 × 54 mm R                                | Unione Sovietica |                                   |
| FN MAG                   |          | Mitragliatrice ad uso generale | 7,62 × 51 mm NATO                             | Belgio           | [ 6 ]                             |
| Browning M2              |          | Mitragliatrice pesante         | 12,7 × 99 mm NATO                             | Stati Uniti      | [ 6 ]                             |
| Fucili di precisione     |          |                                |                                               |                  |                                   |
| SVD Dragunov             |          | Fucile di precisione           | 7,62 × 54 mm R                                | Unione Sovietica | In fase di sostituzione.          |
| TPG-3 A4                 |          | Fucile di precisione           | 7,62 × 51 mm NATO                             | Germania         | [ 8 ]                             |
| M24 Sniper Weapon System |          | Fucile di precisione           | 7,62 × 51 mm NATO                             | Stati Uniti      | In servizio nelle forze speciali. |
| M110                     |          | Fucile di precisione           | 7,62 × 51 mm NATO                             | Stati Uniti      | [ 8 ]                             |
| Szép                     |          | Fucile di precisione           | 7,62 × 51 mm NATO                             | Ungheria         | [ 7 ]                             |
| Gepárd                   |          | Fucile anti-materiale          | 12,7 × 99 mm NATO 12,7 × 108 mm 14,5 × 114 mm | Ungheria         | [ 7 ]                             |
| Lanciagranate            |          |                                |                                               |                  |                                   |
| M320                     |          | Lanciagranate                  | 40 mm                                         | Germania         |                                   |
| Mk 19                    |          | Lanciagranate automatico       | 40 mm                                         | Stati Uniti      | [ 6 ]                             |
| Lanciarazzi              |          |                                |                                               |                  |                                   |
| RGW 110                  |          | Lanciarazzi anticarro          | 110 mm                                        | Germania         | [ 9 ]                             |
| Carl Gustav M4           |          | Cannone senza rinculo          | 84 mm                                         | Svezia           | In servizio dal 2019.             |

### Artiglieria
| Modello          | Immagine  | Calibro   | Origine          | In servizio | Note                                                   |
| Semoventi        | Semoventi | Semoventi | Semoventi        | Semoventi   | Semoventi                                              |
| ---------------- | --------- | --------- | ---------------- | ----------- | ------------------------------------------------------ |
| PzH 2000         |           | 155 mm    | Germania         | 24          | 24 acquistati nel 2018, consegnati a partire dal 2022. |
| Obici            |           |           |                  |             |                                                        |
| 152 mm D-20      |           | 152 mm    | Unione Sovietica | 12          |                                                        |
| Mortai           |           |           |                  |             |                                                        |
| Expal M-08 Combi |           | 60 mm     | Spagna           | 96          | [ 13 ]                                                 |
| 82-BM-37         |           | 82 mm     | Unione Sovietica | 50          | [ 13 ]                                                 |
| Hirtenberger M12 |           | 120 mm    | Austria          |             | [ 14 ]                                                 |

### Veicoli
| Modello                                    | Immagine     | Tipo                          | Origine           | In servizio  | Note |
| Carri armati                               | Carri armati | Carri armati                  | Carri armati      | Carri armati | Carri armati |
| ------------------------------------------ | ------------ | ----------------------------- | ----------------- | ------------ | --- |
| T-72M1                                     |              | Carro armato da combattimento | Unione Sovietica  | 34           | 34 in servizio nel 2023, altri 130 in riserva. |
| Leopard 2A4                                |              | Carro armato da combattimento | Germania          | 12           | 12 acquistati di seconda mano nel 2018 e consegnati nel 2020, utilizzati per l'addestramento degli equipaggi dei Leopard 2A7. |
| Leopard 2A7                                |              | Carro armato da combattimento | Germania          | 8            | 44 acquistati di seconda mano nel 2018 e consegnati a partire dal 2023. |
| Veicoli da combattimento della fanteria    |              |                               |                   |              | |
| BTR-80A                                    |              | IFV                           | Russia            | 120          | |
| Lynx                                       |              | IFV                           | Germania Ungheria | 8+           | 209 in versione IFV, veicolo di comando, veicolo da ricognizione, veicolo osservatore dell'artiglieria, portamortaio, ambulanza e scuola guida acquistati nel 2020. I primi 46 esemplari verranno prodotti in Germania mentre i rimanenti verranno prodotti su licenza in Ungheria. |
| Veicoli trasporto truppe                   |              |                               |                   |              | |
| BTR-80                                     |              | APC                           | Russia            | 260          | 555 in varie versioni consegnati dalla Russia tra il 1996 e il 1999 come compensazione per debiti. |
| Gidrán                                     |              | IMV                           | Turchia           | 50           | 300 acquistati nel 2020 e prodotti localmente su licenza. |
| Veicoli per usi speciali                   |              |                               |                   |              | |
| BAT-2                                      |              | Veicolo del genio             | Unione Sovietica  | 5            | [ 23 ] |
| Wisent 2                                   |              | Veicolo del genio             | Germania          | 1            | 5 acquistati nel 2020 con consegne previste tra il 2023 e il 2025. |
| VT-55A                                     |              | Veicolo corazzato da recupero | Unione Sovietica  | 8            | |
| BPz-3 Buffel                               |              | Veicolo corazzato da recupero | Germania          | 9            | 9 acquistati nel 2020 e consegnati a partire dal 2022. |
| BLG-60                                     |              | Veicolo gettaponte            | Germania Est      | 8            | |
| TMM-3                                      |              | Veicolo gettaponte            | Unione Sovietica  |              | [ 26 ] |
| PMP                                        |              | Veicolo gettaponte            | Unione Sovietica  |              | [ 27 ] |
| Panzerschnellbrücke Leguan                 |              | Veicolo gettaponte            | Germania          | 1            | 9 acquistati nel 2020, con consegne previste tra il 2023 e il 2025. |
| BTR-80M                                    |              | Veicolo da ricognizione NBCR  | Russia Ungheria   | 14           | |
| Veicoli utility                            |              |                               |                   |              | |
| High Mobility Multipurpose Wheeled Vehicle |              | Veicolo tattico               | Stati Uniti       |              | [ 31 ] |
| Mercedes-Benz Classe G Wolf                |              | Veicolo tattico               | Germania          |              | |
| Polaris MRZR 4                             |              | All-terrain vehicle           | Stati Uniti       | 12           | 12 acquistati nel 2018. |
| Suzuki Vitara                              |              | Automobile                    | Giappone          |              | [ 33 ] |
| Toyota Hilux                               |              | Automobile                    | Giappone          |              | |
| Škoda Octavia                              |              | Automobile                    | Rep. Ceca         |              | |
| Autocarri                                  |              |                               |                   |              | |
| Unimog                                     |              | Autocarro leggero             | Germania          |              | [ 34 ] |
| Rába H14                                   |              | Autocarro                     | Ungheria          |              | |
| Rába H18                                   |              | Autocarro                     | Ungheria          |              | |
| Rába H22                                   |              | Autocarro                     | Ungheria          |              | |
| RMMV HX                                    |              | Autocarro                     | Germania          |              | |
| Imbarcazioni                               |              |                               |                   |              | |
| AN 2                                       |              | Dragamine                     | Ungheria          | 5            | [ 35 ] |
| Classe Neštin                              |              | Dragamine                     | Jugoslavia        | 3            | |
| Special Operations Craft - Riverine        |              | Pattugliatore fluviale        | Stati Uniti       | 3            | 3 acquistate nel 2021. |
| Zodiac Pro 850                             |              | RHIB                          | Francia           | 2            | |

### Missili
| Modello           | Immagine          | Tipo                             | Origine           | Note              |
| Missili anticarro | Missili anticarro | Missili anticarro                | Missili anticarro | Missili anticarro |
| ----------------- | ----------------- | -------------------------------- | ----------------- | ----------------- |
| 9M111 Fagot       |                   | Missile filoguidato              | Unione Sovietica  | [ 39 ]            |
| 9M113 Konkurs     |                   | Missile filoguidato              | Unione Sovietica  | [ 40 ]            |
| 9K115-2 Metis-M   |                   | Missile filoguidato              | Russia            | [ 40 ]            |
| Spike LR2         |                   | Missile a guida infrarossa       | Israele           | [ 41 ]            |
| Missili antiaerei |                   |                                  |                   |                   |
| MBDA Mistral      |                   | Missile antiaereo a corto raggio | Francia           | [ 42 ]            |

### Mezzi aerei
| Aeromobile                     | Immagine                       | Tipo                           | Origine                        | Versione                            | In servizio                    | Note                                                                                    |
| Aeromobili a pilotaggio remoto | Aeromobili a pilotaggio remoto | Aeromobili a pilotaggio remoto | Aeromobili a pilotaggio remoto | Aeromobili a pilotaggio remoto      | Aeromobili a pilotaggio remoto | Aeromobili a pilotaggio remoto                                                          |
| ------------------------------ | ------------------------------ | ------------------------------ | ------------------------------ | ----------------------------------- | ------------------------------ | --------------------------------------------------------------------------------------- |
| Elbit Skylark                  |                                | UAV                            | Israele                        | Skylark I Skylark I-LEX Skylark III | ?                              | Skylark I consegnati nel 2008, in seguito acquistati anche Skylark I-LEX e Skylark III. |